# パウロ・ロベルト・コラーディ・ナガムラ
パウロ・ロベルト・コラーディ・ナガムラ（Paulo Roberto Corradi Nagamura、1983年3月2日 - ）は、ブラジルサンパウロ州出身の元サッカー選手。日系ブラジル人。現役時代のポジションはミッドフィールダー。

## 経歴
地元サンパウロFCのユースで育ち、2001年にイングランドのアーセナルに移籍した。アーセナルではトップチームでの出場はなかった。2005年から2006年まではMLSのロサンゼルス・ギャラクシーに在籍。2007年はMLSに新規参入するトロントFCにエキスパンション・ドラフトにおいて指名を受けて移籍したが、短期間プレーした後、チーヴァスUSAにトレードされた。2012年からスポルティング・カンザスシティ所属。2016年に現役を引退し、スポルティング・カンザスシティのリザーブチームで指導している。